# Tauno Nurmi
Tauno Nurmi (Kangasala, 25 de abril de 1922 - Tampere, 18 de diciembre de 2014) fue un piloto de motociclismo finlandés.

## Biografía
En 1944, durante la Guerra de Continuación entre Finlandia y la Unión Soviética, Nurmi tmó parte en las batallas de la Isla de Teikar (actualmente la zona rusa de Karelia) y fue herido en batalla.
Nurmi comenzó su carrera en Ingeniería como planificador de Valtion lentokonetehdas (Fábrica de aviones estatales finlandeses) y como profesor de Estudios técnicos en Parantolaopisto y más tarde en la Escuela de Pälkäne. Además de su ocupación como profesor, Tauno Nurmi mantuvo una carrera activa como innovador independiente en el campo técnico, especialmente en tecnología de motores, durante la mayor parte de su vida. Su trabajo fue apoyado financieramente por varias compañías petroleras internacionales, así como por el gobierno finlandés. Los logros de Nurmi como innovador y técnico reemplazan a los de piloto de carreras. Su motocicleta de carreras V8 Premier, construida independientemente, recibió el interés mundial de los ingenieros de su tiempo. El V8 Premier era un motor de motocicleta de 4 tiempos con motor V8 de 350 cm³ con un ángulo V de 90 grados. El motor estaba refrigerado por aire y cada uno de sus cilindros tenía su propio carburador.

### Carrera como piloto
Tauno Nurmi fue uno de los pioneros de las carreras de motos y la construcción en Finlandia. Comenzó su carrera como piloto de motos TT al ganar los nacionales de Estonia en la pista de Pirita en la serie de 500cc. En el Mundial, logró varias posiciones finales en el top 10 y estos logros internacionales le permitieron ganar el bronce en 1962 y 1963, y la plata en 1966 en la Copa de Finlandia. Fue galardonado con la Medalla de Oro por la Asociación de Motor de Finlandia en 1965.

### Carrera como atleta
Más adelante en la vida, Tauno Nurmi se convirtió en un atleta activo en diferentes eventos mundiales, compitiendo especialmente en patinaje de velocidad. Ganó varias medallas en patinaje de velocidad hasta la serie masculina 85 a nivel mundial, europeo y nacional.

## Resultados en el Campeonato del Mundo
Sistema de puntuación desde 1950 hasta 1968:
| Posición | 1 | 2 | 3 | 4 | 5 | 6 |
| Puntos   | 8 | 6 | 4 | 3 | 2 | 1 |

| Año  | Clase  | Moto   | 1     | 2     | 3     | 4     | 5     | 6       | 7      | 8     | 9     | 10    | Pts. | Pos. |
| ---- | ------ | ------ | ----- | ----- | ----- | ----- | ----- | ------- | ------ | ----- | ----- | ----- | ---- | ---- |
| 1962 | 500 cc | Norton |       | IOM - | NED - | BEL - | ALE - | ULS -   | RDA -  | NAT - | FIN 8 | ARG - | 0    | -    |
| 1963 | 500 cc | Norton |       | IOM - | NED - | BEL - | ULS - | RDA -   | FIN 10 | NAT - | ARG - |       | 0    | -    |
| 1966 | 500cc  | Norton | GER - |       | NED - | BEL - | RDA - | CZE Ret | FIN -  | ULS - | IOM 3 | NAT - | 0    | -    |